# چیپ روی
چارلز یوجین روی (انگلیسی: Chip Roy؛ زادهٔ ۷ اوت ۱۹۷۲)  وکیل و سیاستمدار آمریکایی است که عضو مجلس نمایندگان ایالات متحده آمریکا از حوزه انتخابیه بیست و یکم تگزاس  است. او پیشتر رئیس ستاد کارکنان سناتور تد کروز بوده‌است.